# MPlayer
MPlayer je preglednik  otvorenog koda (open-source) video-datoteka (AVI, ASF, VOB, MOV, WMV) prvenstveno namijenjen n*x operacijskim sustavima (linux/FreeBSD/Solaris /Syllable...), a moguća je njegova uporaba i na Windows OS-ovima. Podržava razne standarde (MPEG 1, 2 i 4), te za MPEG4 razne codece (divx, xvid, quick time, real video).
Analogon MPlayeru na MS OS-vima su BSPlayer i Micro DVD Player.

## Vanjske poveznice
- Službene MPlayer internet stranice
- Download  Arhivirana inačica izvorne stranice od 22. ožujka 2007. (Wayback Machine)
- Dodatne informacije o programu  Arhivirana inačica izvorne stranice od 22. travnja 2006. (Wayback Machine)
- MPlayerXP - thread based fork of mplayer